# John Gerard (jésuite)
Pour l’article homonyme, voir John Gerard.
John Gerard, né le 4 octobre 1564 dans le Derbyshire (Angleterre) et décédé le 27 juillet 1637 à Rome, est un prêtre jésuite anglais, qui exerça son ministère sacerdotal clandestinement en Angleterre durant la période élisabéthaine au cours de laquelle l'Église catholique romaine fut l'objet de graves persécutions.

## Jeunesse et formation
John était le fils de Sir Thomas Gérard originaire de Bryn, près d'Ashton in Makerfield, dans le Lancashire, qui avait été emprisonné en 1569 pour avoir organisé l'évasion de Marie Stuart du château de Tutbury.  John Gerard fait ses études au Collège d'Exeter à Oxford, avant de passer sur le continent, comme beaucoup de jeunes catholiques, et continuer au collège anglais de Reims et collège de Clermont (à Paris). Il est ordonné prêtre à Rome le 17 juillet 1588, mais une rencontre avec Robert Persons, à Reims, l'avait déjà décidé à entrer dans la Compagnie de Jésus.

## Retour et ministère clandestin en Angleterre
Le 13 aout 1588, un mois après son ordination sacerdotale il commence son noviciat jésuite à Saint-André du Quirinal (Rome). Il n'y reste pas longtemps. Gerard quitte bientôt Rome pour la dangereuse mission d'Angleterre. Débarquant de nuit sur la côte de Norfolk en compagnie d'Edward Oldcorne, et rejoint par Christopher Bales et George Beesley (arrivés du collège de Reims), il est envoyé par Henry Garnet, supérieur des jésuites clandestins, dans les régions rurales d'Angleterre orientale. À l'aise aussi bien avec la noblesse que parmi le peuple simple des campagnes, capable de déguisements élaborés et bon acteur, il a également un grand succès comme missionnaire itinérant, passant de cachette en cachette, et célébrant la messe en des lieux les plus inattendus. Nombreux sont ceux qui reviennent à la foi catholique.  
Arrêté à Londres au printemps 1594 il est enfermé à la prison de Clink, où il assiste ses compagnons catholiques de prison en célébrant la semaine sainte pour eux. Transféré dans la malfamée Tour de Londres en 1597, il passe trois fois près de la mort... Bien que très affaibli, il parvient à s'en évader, le 5 octobre, avec l'aide de John Lillie. Lors de l'affaire dite de la Conspiration des poudres (1605),  un avis de recherche est publié. Sentant la police proche sur ses traces, il juge prudent de passer sur le continent - déguisé en serviteur de l'ambassadeur d'Espagne - le jour même de l'exécution du père Garnet (3 mai 1606).

## Sur le continent: Rome et les Pays-Bas méridionaux
En 1607, le père Gerard est nommé confesseur de langue anglaise à la pénitenciérie de Saint-Pierre de Rome. Deux ans plus tard, il est envoyé comme assistant du maître des novices anglais, à Louvain dans les Pays-Bas méridionaux.  Lorsqu'un scolasticat jésuite pour la mission anglaise est fondé à Liège (1614),  John Gerard en est le premier recteur. 
Il fait un voyage à Rome en 1622 pour tenter d'obtenir des autorités romaines l'approbation de l'institut religieux féminin d'inspiration ignacienne, fondé par Mary Ward. Il prend une part importante à la controverse qui s'ensuivit. De retour dans les Pays-bas méridionaux, il exerce diverses fonctions comme confesseur et directeur du Troisième An anglais à Gand. De 1627 à sa mort, il est directeur spirituel du collège anglais de Rome. À la demande de ses supérieurs, il écrit un livre autobiographique (texte en latin) sur son expérience de prêtre clandestin en Angleterre. Une traduction anglaise a été publiée en 1951. Il s'agit d'un des rares témoignages de première main de la vie clandestine d'un prêtre catholique dans l'Angleterre élisabéthaine.
John Gerard meurt à Rome le 27 juillet 1637.

## Écrits
- The Autobiography of a Hunted Priest (traduit du latin en anglais par Ph. Caraman s.j.), New York, Pellegrini and Cudahy, 1952, 287pp.